# Concórdia Airport
Concórdia Airport (portugisiska: Aeroporto de Concórdia) är en flygplats i Brasilien.   Den ligger i kommunen Concórdia och delstaten Santa Catarina, i den södra delen av landet, 1 300 km söder om huvudstaden Brasília. Concórdia Airport ligger 736 meter över havet.
Terrängen runt Concórdia Airport är huvudsakligen kuperad, men åt sydost är den platt. Concórdia Airport ligger uppe på en höjd. Närmaste större samhälle är Concórdia, 6,4 km söder om Concórdia Airport.
I omgivningarna runt Concórdia Airport växer i huvudsak städsegrön lövskog. Runt Concórdia Airport är det ganska tätbefolkat, med 134 invånare per kvadratkilometer.